# Plaskettova hvězda
Plaskettova hvězda (také známá jako HR 2422 nebo V640 Monocerotis) je spektroskopická dvojhvězda v souhvězdí Jednorožce. Nachází se přibližně 5 245 světelných let od Země a patří mezi nejhmotnější známé dvojhvězdné systémy. Celková hmotnost systému dosahuje přibližně 110 násobku hmotnosti Slunce.

## Objev
Plaskettovu hvězdu objevil kanadský astronom John Stanley Plaskett v roce 1922. Pomocí spektroskopických měření zjistil, že se jedná o dvojhvězdu, a odhadl hmotnosti obou složek. Na výzkumu se podílel i jeho syn Harry Hemley Plaskett. Na počest objevitele byla hvězda pojmenována Plaskettova hvězda.

## Fyzikální charakteristiky
Plaskettova hvězda tvoří dvě velmi horké a hmotné hvězdy spektrálních tříd O8I a O7.5III:
- Primární složka má hmotnost 54 M☉, poloměr 14,2 R☉ a povrchovou teplotu 33 500 K.[1] Její svítivost dosahuje 224 000násobku svítivosti Slunce.
- Sekundární složka je o něco hmotnější (56 M☉) a velmi rychle rotuje, s projekční rychlostí přibližně 300 km/s.[2] Tato rychlá rotace způsobuje zploštění hvězdy na jejím rovníku.

## Orbitální vlastnosti
Složky obíhají kolem společného těžiště s periodou přibližně 14,4 dne. Variabilita spektroskopických čar umožňuje přesné měření jejich hmotností a dalších orbitálních parametrů.

## Variabilita
Hvězda vykazuje nepravidelné změny jasnosti v rozmezí 6,0 až 6,1 magnitudy. Tyto změny jsou pravděpodobně způsobeny interakcemi hvězdných větrů, procesy na povrchu hvězd a možnými přechody materiálu mezi složkami systému.

## Význam
Plaskettova hvězda byla dlouho považována za nejhmotnější známý dvojhvězdný systém, dokud nebyla potvrzena dvojhvězdná povaha systému Eta Carinae. Výzkum Plaskettovy hvězdy poskytl klíčové poznatky o vývoji masivních hvězd, jejich vzájemných interakcích a o vlivu rychlé rotace na strukturu hvězd. Systém slouží jako důležitý testovací případ pro modely vývoje hvězd a hvězdných interakcí.